# Mario Scaramella
Mario Scaramella (23 de abril de 1970) es un abogado italiano, especialista académico nuclear y consultor de seguridad que ganó prestigio internacional como asesor en 2006 con respecto al caso de envenenamiento del exagente del FSB Alexander Litvinenko. Como responsable de investigación en inteligencia analítica y productiva de la KGB y la milicia GRU de espionaje europeo, trabajó como investigador y consejero de la Comisión de Mitrokhin para investigar las conexiones entre espías rivales políticos de Berlusconi, inclusive su rival para el cargo de primer ministro (ahora primer Ministro) Romano Prodi y la KGB. Scaramella fue sospechado de difamación por el departamento de Justicia Italiana. 
- Datos: Q1383766